# Хромов, Артём Михайлович
Артём Миха́йлович Хро́мов (род. 2 ноября 1985, Москва, СССР) — российский общественный деятель, председатель общероссийской общественной организации «Российский студенческий союз», первый Уполномоченный по правам студентов в Российской Федерации — с 2013 по 2017 год.

## Ранние годы
Родился 2 ноября 1985 года в Москве. После окончания московской школы № 1203 поступил на факультет журналистики МГУ, который окончил в 2008 году. Затем поступил в аспирантуру Российской академии народного хозяйства и государственной службы при Президенте Российской Федерации, которую окончил в 2011 году.

## В Российском студенческом союзе
В 2010 году Артём Хромов инициировал создание общероссийской общественной организации «Российский студенческий союз», деятельность которой была направлена на защиту прав студенчества, борьбу с коррупцией, разработку законотворческих инициатив и т. д. С 2011 года Хромов является председателем общественной организации Российский студенческий союз.
Лидер Российского студенческого союза получил широкую известность, начав добиваться отставки ректоров вузов. В 2010 году он поддержал забастовку студентов, выпускников и преподавателей Московского государственного университета печати, протестовавших против увольнения преподавателей, коммерциализации образования и т. д. Протестные акции завершились в январе 2011 года тем, что Минобрнауки России не продлило трудовой договор с ректором. Копия приказа о прекращении трудового договора с ним была показана чиновником министерства участникам акции протеста, причем в СМИ именно Артем Хромов был назван одним из «главных спикеров» протестной акции. «Это прецедент — ещё ни разу ректора не отправляли в отставку из-за того, что студенты и преподаватели им недовольны», — заявил Артем Хромов.
В 2011 году Артём Хромов добился проведения публичного расследования органами власти «истории с мертвыми душами в РНИМУ им. Пирогова», в результате чего ректор университета был отправлен в отставку и началась проверка университета правоохранительными органами. История началась с того, что программист Виктор Симак при анализе списков поступающих обнаружил, что значительная часть зачисленных на первый курс имеет почти одинаковые результаты ЕГЭ и подала заявления на поступление примерно в одно и то же время. Российский студенческий союз провел расследование и направил материалы в правоохранительные органы, в которых было выявлено, что «абитуриентам РНИМУ им. Пирогова предлагали заплатить за поступление на бюджетные места в университет по 400 тыс. рублей». После этого Рособрнадзор провел проверку, по итогам которой выяснилось, что из 709 абитуриентов, рекомендованных в этом вузе к зачислению, по 536 информация в федеральной базе данных ЕГЭ отсутствовала. Организаторы мошеннической схемы предполагали в самом конце срока зачисления снять «мёртвых душ» с дистанции, чтобы пристроить вместо них абитуриентов, давших взятки. В результате мошенническая схема была устранена, ректор университета был уволен, а правоохранительные органы начали проверку в университете. При этом «Комсомольская правда» называла возглавляемый Хромовым Российский студенческий союз как организацию, которая добилась снятия ректора с должности.
Российский студенческий союз добился проведения антикоррупционных проверок в университетах. «Российский студенческий союз запустил антикоррупционный форум, с его помощью посетители смогут узнать о том, как и на что вузы расходуют бюджетные средства», — сообщил РИА Новости председатель студсоюза Артем Хромов. В результате деятельности возглавляемой им организации во многих университетах были выявлены нарушения при закупке автомобилей, дорогостоящего имущества и т. д.
Также Артём Хромов вступил в публичную полемику с руководством федеральных органов власти. Российский студенческий союз выступил в защиту студентов, которых министр образования и науки России Андрей Фурсенко приказал отчислить из вузов за то, что они сдавали ЕГЭ за школьников. В связи с этим в июне 2011 года представитель пресс-службы Рособрнадзора Сергей Шатунов заявил, что не знает о существовании Российского студенческого союза. По словам Шатунова, «некий РСС заявляет вот эти глупости, это говорит о полной деградации и полном разложении морали в этом союзе и в обществе в целом, если оно это поддерживает». В свою очередь Артём Хромов заявил, что «Минобрнауки и Рособрнадзор постарались снять с себя всю ответственность за халатность, допущенную при проведении государственных экзаменов, и перевалить её на студентов, преподавателей, школьников и их родителей». «Пока вина студентов не доказана, отчислить их никто не имеет права. Если даже суд признает их виновными, КоАП и УК РФ не предусматривают в таких случаях отчисление из учебного заведения. Поэтому заявление министра образования в РСС считают демонстрацией правового нигилизма», — заявил студенческий лидер. В результате разбирательства руководство Рособрнадзора принесло публичные извинения и подарило один рубль Российскому студенческому союзу.
В 2011 году Артём Хромов выступил публично против политики министерства образования и науки Российской Федерации, вызвав на публичные дебаты главу Минобрнауки России Андрея Фурсенко, от которых последний отказался. Российский студенческий союз провел две протестные акции против Минобрнауки РФ. 1 сентября 2011 года группа студентов, протестуя против реформы системы образования, выпустила в здании Минобрнауки РФ шесть поросят и разбросала листовки. 17 ноября 2011 года в Международный день студента Хромов и его единомышленники запустили в здание Минобрнауки трех кур. По словам Хромова, эта акция означала: «„хватит кудахтать, пора нести“ — нести просвещение в массы, ответственность и законодательные инициативы». 25 мая 2011 года Российский студенческий союз инициирован общероссийский сбор подписей под петицией с требованием отправить в отставку министра образования и науки Российской Федерации.
В мае 2012 года министерство образования и науки Российской Федерации возглавил Дмитрий Ливанов.
Однако в первом же интервью новый глава Минобрнауки Дмитрий Ливанов заявил, что он выступает за радикальное сокращение бюджетных мест. В свою очередь Артём Хромов выступил с жёсткой критикой министра: «Я выступаю категорически против инициативы министра Дмитрия Ливанова, который предложил вдвое сократить количество бюджетных мест в вузах. Заявление министра противоречит социальным обязательствам, которые берет на себя государство». В результате общественной критики в Минобрнауки России пересмотрели планы и пояснили, что не планируют сокращать количество бюджетных мест в учебных заведениях.
Вскоре Артём Хромов заявил о массовых нарушениях при проведении приёмных кампаний в университетах. «На сайтах вузов не публикуется пофамильный перечень и результаты госэкзаменов абитуриентов. Проведенное нами расследование показало, что многие вузы могут затягивать с публикацией данных, чтобы фальсифицировать результаты приемной кампании», — сказал РИА Новости председатель РСС Артем Хромов.
Российский студенческий союз предложил начать борьбу с «шарашкиными конторами, где даже за деньги не предоставляется качественное образование». Однако лидер организации выступил с критикой результатов закрытого мониторинга эффективности вузов, который был опубликован Российским студенческим союзов. В соответствие с мониторингом «неэффективными» были признаны крупнейшие университеты страны — РГГУ, РГСУ, ГУУ, МАМИ, МПГУ, МАРХИ и другие. Артём Хромов заявил о необходимости пересмотра критериев эффективности и обеспечении прав обучающихся вузов.
Российский студенческий союз инициировал несколько протестных акций против реорганизации вузов. В октябре 2012 года Хромов приехал поддержать протест студентов Тамбовского государственного технического университета, которые выступали против объединения их вуза с Тамбовский государственным университетом. Министр Дмитрий Ливанов тогда заявил, что студентами манипулируют. Но Хромов пообещал, что сделает все возможное, чтобы сохранить Тамбовский государственный университет. В конечном итоге объединение вузов не состоялось. Объединения вузов в некоторых случаях вызвали недовольство не только у администрации вузов, но и у преподавателей, а также студенческие выступления. В декабре 2012 года бастовали студенты РГТЭУ, протестуя против слияния их вуза с РЭУ. Тем не менее, почти сразу после прекращения забастовки оба вуза были объединены. Забастовка возобновилась, но вскоре ректор РГТЭУ Сергей Бабурин «разрешил» студентам её приостановить. В этих условиях Хромов выступил посредником, предложив провести встречу с министром образования и науки России Дмитрием Ливановым, который по итогам встречи дал гарантии, что никто из студентов не будет отчислен, а стоимость обучения не будет повышена. Между тем, исполняющий обязанности ректора уволил одного преподавателя, который принимал участие в забастовке, за аморальное поведение. Кроме того, Артем Хромов выступил против присоединения ГУУ к РАНХиГС. «Инициатива вызвала недовольство студентов и преподавателей, которые возмущены тем, что, во-первых, не разработана программа развития новообразованного вуза, во-вторых, проект реорганизации вуза был подготовлен без учёта мнения преподавателей и студентов», — сказал Хромов. По его словам, студенты и преподаватели опасаются, что реорганизация ГУУ приведет к сокращениям в коллективе, а также к росту платы за обучение. В результате протестных действий решение об объединении университетов было отменено.
Летом 2012 года Минобрнауки провело отбор половины членов своего Общественного совета путем интернет-голосования на сайте радиостанции «Эхо Москвы». В новый состав Общественного совета был избран Артем Хромов. Совет начал работу 30 августа 2012 года. С 2012 по 2016 годы Хромов входил в Общественный совет при Минобрнауки. Хромов стал главой комиссии по защите студентов созданного в январе 2013 года Совета по делам молодёжи при Минобрнауки России. Фактически Хромов является руководителем комиссии по защите прав студентов Совета при Минобрнауки России.

## Уполномоченный по правам студентов в Российской Федерации
В 2012 году Минобрнауки России выступило с инициативой о введении в стране поста студенческого омбудсмена — уполномоченного по правам студентов в Российской Федерации.
С 24 по 27 декабря 2012 года было проведено интернет-голосование, по итогам которого омбудсменом был избран Артем Хромов, набравший 32 % (18,2 тыс.) голосов, обошедший главу Студенческого координационного совета Общероссийского профсоюза образования, входящего в ФНПР, Владимира Марченко, за которого проголосовали 17,6 тыс. человек. Всего на должность уполномоченного претендовало 10 человек.
Артём Хромов был утверждён в должности в январе 2013 года, к исполнению своих обязанностей он смог приступить только в середине марта следующего года. По его мнению, задержка с назначением связана с его политическими взглядами. «Минобру пришлось меня назначить, хотя чиновники были против», — заявил по итогам выборов Артём Хромов.
После победы на выборах Артём Хромов назвал свои первые шаги в должности уполномоченного по правам студентов:
- «Встретиться со студентами объявленных неэффективными вузов, которые хотят присоединить к другим университетам. Выслушать недовольных, обсудить механизм решения их проблем и предложить его Министерству образования;
- Начать борьбу с бюрократическим формализмом. Большинство абитуриентов, которые жалуются в Рособрнадзор на ущемление своих прав во время приемной кампании, получают ответы (а по сути — отписки), когда зачисление студентов уже завершено. В свою очередь, ответы на обращения в Минобрнауки пишут сами вузы, на которые жалуются студенты. В результате проблемы замыливаются и не решаются;
- Организовать сбор подписей в поддержку гражданских законодательных инициатив, направленных на ограничение стоимости проживания в общежитии, расширение полномочий студенческих организаций, решение всех насущных проблем студенчества.
- Обеспечить демократические выборы органов студенческого самоуправления»[39].

По итогам своей работы за три года Хромов опубликовал на своем сайте отчет в виде инфографики. В этом документе сообщено, что всего Хромову поступило 68 635 обращений граждан.
В 2016 году Артём Хромов принял участие в повторных выборах студенческого омбудсмена. 31 марта 2016 года были подведены итоги голосования на выборах студенческого омбудсмена, по итогам которого победителем был объявлен Артем Хромов. На этот раз в голосовании участвовали не все студенты, а только выборщики от вузов. Всего в голосовании приняли участие выборщики от примерно 60 % вузов России: Хромова поддержали 200 человек, а его ближайшую соперницу Екатерину Сидоренко (Студенческий координационный совет профсоюза работников образования, входящий в ФНПР) — 170 человек. После подведения итогов голосования Студенческий координационный совет профсоюза работников народного образования отказался признавать Хромова студенческим омбудсменом из-за допущенных при голосовании нарушений. В свою очередь, Артём Хромов опубликовал данные, что победил, «несмотря на административное давление (письма ректорам с настоятельной просьбой поддержать такого-то кандидата и т. д.), на требования провокаторов прислать скриншоты голосов избирателей, на заказные статьи с обвинениями в получении денег от Госдепа, скупке голосов студенческих лидеров за 500 рублей (!) и т. д.». Он также обвинил своих конкурентов в том, что в поддержку оппонента студенческим выборщикам поступали звонки из органов власти с просьбой не голосовать за Артёма Хромова.
В должности студенческого омбудсмена Артём Хромов добился:
- отмены «комендантского часа» на федеральном уровне[46][47];
- урегулирование проблемы незаконного повышения платы за обучение[48];
- расширения возможностей предоставления обучающимся образовательных кредитов[49];
- поддержки инициативы об индексации стипендий на 12 %[50] и повышении стипендиального фонда на 25 %[51];
- решения проблемы массовых задержек стипендий[52];
- признания незаконным необоснованного выселения студентов из общежитий на период каникулов[53];
- снижения стоимости проживания в общежитиях[54];
- отмены «отработок» во многих университетах[55];
- пресечения незаконного вымогательства денег за пропуск и пересдачу предметов[56];
- принятия закона о бесплатном посещении обучающимися музеев[57];
- поддержки исполнительными органами власти инициативы о предоставлении аспирантам, адъюнктам, ординаторам и интернам льгот на проезд в общественном транспорте[58].

Помимо этого, в должности студенческого омбудсмена Артём Хромов:
- потребовал беспрепятственно предоставлять выпускникам последипломные каникулы для поступления, гарантирующих право на отсрочку от воинской службы, проживание в общежитии до поступления, на льготный проезд на общественном транспорте и т. д.[59];
- провёл общероссийский мониторинг роста стоимости проезда на общественном транспорте[60];
- инициировал проверку вузов и ссузов на предмет пожарной безопасности[61];
- поддержал инициативу о публикации после защиты курсовых и дипломных работ обучающихся в Интернете[62];
- предложил разрешить студентам беспрепятственно проходить во все университеты страны[63];
- требовал соблюдать права студентов при реорганизации университетов, но неоднократно публично заявлял, что поддерживает сокращение неэффективных вузов. Например, 11 мая 2015 года в интервью «Радио России» Хромов заявил, что среди вузов есть достаточно много «шарашкиных контор», которые ведут образовательную деятельность действительно чуть ли не в квартирах[64]. В ноябре 2016 года Хромов выезжал в Воронеж, где встретился со студентами Воронежского государственного технического университета, которые протестовали против ликвидации в их вузе непрофильных специальностей. Хромов в присутствии руководства вуза добился заверения для студентов, что администрация университета подготовит все необходимые документы для перевода студентов ликвидируемых специальностей в другие вузы[65]. После выполнения администрацией университета требований студентов они отказались от проведения митинга за сохранения инженерно-экономического факультета[66];
- одобрил идею публикации курсовых и дипломных работ студентов в Интернете[67];
- выступил с резкой критикой привлечения студентов к учениям по разгону митингов и публично потребовал провести его расследование[68];
- неоднократно выступал против наказания студентов за участие в общественной деятельности[69][70].

26 декабря 2017 года Хромов в связи с несогласием с политикой властей досрочно ушёл в отставку. В качестве обоснования он заявил: «В силу внешних обстоятельств, которые мне не позволяют эффективно выполнять обязанности студенческого омбудсмена, я принял решение досрочно сложить с себя полномочия… Я остаюсь около политики».

### Создание сети студенческих омбудсменов на местах
В 2013 году, когда только началась организация института омбудсмена по правам студентов, начались сборы кандидатов в регионах в режиме онлайн. При Хромове должности уполномоченных по правам студентов появляются в ряде российских вузов и в российских регионах. Региональные омбудсмены назначаются самим Хромовым. Например, в декабре 2016 года Хромов своим приказом назначил уполномоченного по правам студентов в Саратовской области, а в январе 2017 года назначен его коллега в Свердловской области.
Вузовские омбудсмены иногда назначаются Хромовым, но иногда избираются студентами. 18 сентября 2016 года в российских вузах прошли выборы вузовских уполномоченных по правам студентов. Всего выборы омбудсменов были запланированы в 2016 году в 295 вузах России. Однако состоялись лишь в 44 вузах. Организаторами выступили уполномоченный по правам студентов в Российской Федерации, Министерство образования и науки Российской Федерации, Федеральное агентство по делам молодежи, Совет проректоров по воспитательной работе образовательных организаций высшего образования России и Российский студенческий центр при Министерстве образования и науки Российской Федерации. Голосование проходило онлайн.

### Правовой статус должности Уполномоченного по правам студентов в России
В 2016 году заместитель Генерального прокурора Российской Федерации направил в Министерство образования и науки Российской Федерации письмо, в котором указал, что Уполномоченным по правам студентов не является государственной должностью и не наделен государственными полномочиями (в отличие от Уполномоченных по правам человека, ребёнка и предпринимателей).
В свою очередь Артём Хромов публично неоднократно заявлял, что в штатном расписании Минобрнауки России должности Уполномоченного никогда не было и она считалась просто общественной работой и что заработной платы за исполнение обязанностей Уполномоченного по правам студентов он никогда не получал. В 2013 году Артём Хромов заявил: «Я не становлюсь работником органов власти и не буду иметь ставки в министерстве <…> Мне будут предоставлены новые полномочия, которые позволят лучше заниматься правозащитной деятельностью». А в 2017 году он сказал, что «моя должность всегда была общественной, поэтому зарплату в министерстве я не получал», — заявил Хромов.